# Peek&Poke – Barndomsmuseum
Peek&Poke – Barndomsmuseum (kroatiska: Peek&Poke – Muzej djetinjstva) är ett privatdrivet ideellt leksaksmuseum i Rijeka i Kroatien. Det etablerades år 2013 är beläget i samma byggnad som datormuseet Peek&Poke i stadsdelen Školjić i centrala Rijeka.   

## Historik och samlingar
När det etablerades år 2013 var barndomsmuseet Peek&Poke det första i sitt slag i Kroatien. I samlingarna som bygger på privata donationer finns över 600 föremål bestående av bland annat leksaker, böcker och spel. De äldsta föremålen är från tidigt 1900-tal. Samlingen är tematiskt indelad i stationerna "Skapelseparken", "Fossilzonen", "Sociala cirkeln", "Reklampassagen", "Läshörnan", "Dockimperiet", "Sandarenan", "Gaturopet" och "Framför skärmen".